# Taner Yıldız (Fußballspieler)
Taner Yıldız (* 23. Dezember 1992 in Ilıca) ist ein türkischer Fußballspieler in Diensten von Bayrampaşaspor.

## Karriere
Taner Yıldız begann mit dem Vereinsfußball in der Jugend von Kocasinanspor und wechselte im Mai 2011 in die Jugend von Kasımpaşa Istanbul. Zum Ende der Saison 2010/11 erhielt er einen Profivertrag und wurde dem Profikader hinzugefügt. Sein Profidebüt gab er am 9. Mai 2011 2010 bei einer Ligabegegnung gegen Galatasaray Istanbul. Zur nächsten Saison spielte er mit seinem Verein in der zweitklassigen TFF 1. Lig. Hier kam er zu Saisonbeginn zu einem Ligaeinsatz, wurde aber anschließend zur Reservemannschaft degradiert. Um ihm Spielpraxis in einer Profiliga zu ermöglichen, wurde er für die Rückrunde der Saison 2011/12 an den Viertligisten İstanbulspor ausgeliehen. Bei diesem Verein absolvierte er zehn Partien und kehrte zum Saisonende zu Kasımpaşa zurück.